# Экман, Черстин
Че́рстин Лиллемур Э́кман (в девичестве Юрт) (род. 27 августа 1933, приход Рисинге (Швеция)) — шведская писательница, член Шведской Академии и Общества Девяти.

## Биография
Черстин Экман выросла в городе Катринехольм. Она стала магистром философии в Уппсале в 1957 году. В 1956—1959 гг. работала в Артфильме, в 1966—1970 гг. — преподавала в Народном университете Вика недалеко от Уппсалы.
Экман является членом Шведской Академии с 1978 года (третья женщина в её истории после Сельмы Лагерлёф и Элин Вагнер). В знак протеста против того, что, исходя из принципа невмешательства в политику, Академия отказалась в 1989 году поддержать Салмана Рушди, Экман более не принимает участие в работе этого учреждения. Она является членом Общества Девяти с 1993 года.
В 1974—1983 годах Черстин Экман написала серию романов, навеянных развитием Катринехольма из небольшой железнодорожной станции в современный промышленный город. В серии четыре книги: «Ведьмины круги», «Родник», «Дом ангелов» и «Город света». Серия была переиздана в 2000-х годах в сборнике «Женщины и город».
Небольшой парк в центре Катринехолма получил название «Родник» (хотя прототип книжного Родника находится в другом парке около церкви Pingstkyrkan). Городской Культурный центр получил название «Ангел» в честь «Ангельского дома» на улице Дроттнингсгатан, где жила бабушка Черстин (он был разрушен в 1956 году).
В 1970 году Экман переехала на север Швеции в городок Эстершеланд недалеко от Хернёсанда и затем в начале 80-х годов — в Валшёбюн в Емтланде. Северный пейзаж, люди и те изменения, которые приносит модернизация общества, являются важными темами в её произведениях, особенно в романе «Происшествия у воды» 1993 года и трилогии «Волчья шкура» («Божественное милосердие», «Последние плоты» и «Лотерейные билеты»), в которой последний роман вышел в 2003 году. В «Волчьей шкуре» события развиваются в лесном горном посёлке Валшёбюн в 1900-х годах.
В 1998 году Экман получила степень Почётного доктора Философии в Университете Умео, а 6 октября 2007 года стала обладательницей степени почётного докторa лесоводства в Шведском университете сельского хозяйства. Степень была вручена с формулировкой «человеку, чьё потрясающее знание и понимание леса дало нам произведения, которым нет равных». Это был единственный раз в современной истории, когда факультет лесного хозяйства вручал звание Почётного доктора писателю.
В 1979 году Черстин Экман стала почётным членом Студенческого землячества Сёдерманланда-Нерке в Уппсальском университете и позже почётным членом землячества Норрланда.
На русском языке издавался роман «Происшествия у воды» (Черстин Экман, 1996, ИНАПРЕСС) и «Серый» (Керстин Экман, издательство «МиК», Москва, 1999 год).

## Награды и достижения
- 1961 Sherlock-priset (за детектив De tre små mästarna)
- 1974 Медаль BMF
- 1977 Litteraturfrämjandets stora romanpris (Большая премия Общества поддержки литературы за роман)
- 1984 Премия Чельгрена
- 1989 Stiftelsen Selma Lagerlöfs litteraturpris (Литературная премия Общества Сельмы Лагерлёф)
- 1989 Aniara-priset
- 1989 Litteraturfrämjandets stora pris (Большая премия Общества поддержки литературы)
- 1991 Премия Эвралида
- 1992 Премия Сикстена Хеймана
- 1993 Августовская премия (за роман «Происшествия у воды»)
- 1993 Медаль BMF
- 1993 Лучший шведский детективный роман (за роман «Происшествия у воды»)
- 1993 Премия Моа
- 1993 SKTF:s pris-årets författare (Премия SKTF писателю года)
- 1994 Литературная премия Северного Совета (за роман «Происшествия у воды»)
- 1995 Pilotpriset
- 1996 Стипендия Густава Фрёдинга
- 1997 Премия Эйвинд Юнсон
- 1997 Медаль Хедевинда
- 1998 Litteris et Artibus
- 2000 Премия Ивара Лу
- 2003 Августовская премия (за роман «Лотерейные билеты»)
- 2008 Gerard Bonniers essäpris (Премия Жерара Бонниера за эссе)
- 2011 Большая читательская премия
- 2012 Персональная премия Ивара Лу-Юханссона
- 2012 Bureuspriset
- 2012  Золотая лупа  Шведского Ботанического Общества[3]

## Экранизации
- 1960 Tärningen är kastad
- 1963 Societetshuset (телесериал)
- 1999 Dödsklockan
- 2003 Hunden
- 2008 Волк (основан на эпизоде из «Лотерейных билетов»)